# Лоино
 Лоино (Лойно) — деревня в Смоленской области России, в Смоленском районе. Расположена в западной части области в 46 км к северо-западу от г. Смоленска, в 7 км к западу от автодороги Р133 Смоленск — Невель на правом берегу реки Лойна.
Население — 324 жителя (2010 год). Административный центр Лоинского сельского поселения.

## История
Есть несколько версий по поводу возникновения названия:
- лоина: «лог, овраг или долина с ровным дном; травная балка» (В. И. Даль).
- древнерусское лой: «жир, сало», отсюда Лоино — поселение на плодородной земле
- лоив, лоива: «большая плоскодонная лодка» — пристань на реке.

## Экономика
Средняя школа (закрыта в 2015 году), библиотека, медпункт, отделение связи, дом культуры.

## Достопримечательности
Памятник воинам погибшим во время Великой Отечественной войны.